# Úrhida
Úrhida é um município da Hungria, situado no condado de Fejér. Tem 7,25 km² de área e sua população em 2015 foi estimada em 2.431 habitantes.